# 34365 Laurareilly
34365 Laurareilly è un asteroide della fascia principale. Scoperto nel 2000, presenta un'orbita caratterizzata da un semiasse maggiore pari a 2,5613591 au e da un'eccentricità di 0,1259346, inclinata di 3,89797° rispetto all'eclittica.